# Banganapalle (ort i Indien)
Banganapalle (teluga: బనగానపల్లి) är en ort i Indien.   Den ligger i distriktet Kurnool och delstaten Andhra Pradesh, i den södra delen av landet, 1 500 km söder om huvudstaden New Delhi. Banganapalle ligger 229 meter över havet och antalet invånare är 25 325.
Terrängen runt Banganapalle är platt. Runt Banganapalle är det ganska tätbefolkat, med 192 invånare per kvadratkilometer. Närmaste större samhälle är Betamcherla, 17,3 km nordväst om Banganapalle. Trakten runt Banganapalle består till största delen av jordbruksmark.